# Verpulus peguensis
Verpulus peguensis is een hooiwagen uit de familie Sclerosomatidae.